# اسلحه مرگبار ۴
اسلحه مرگبار ۴ (به انگلیسی: Lethal Weapon 4) یک فیلم اکشن آمریکایی در سبک پلیس رفیق محصول سال ۱۹۹۸ به کارگردانی و تهیه‌کنندگی ریچارد دانر با بازی مل گیبسون، دنی گلاور، جو پسی، رنه روسو، کریس راک و جت لی (در اولین فیلم هالیوودی‌اش) است. این چهارمین قسمت از سری فیلم‌های اسلحه مرگبار محسوب می‌شود.
دنباله ای با عنوان فینال مرگبار برای سرویس استریم اچ‌بی‌او مکس در حال توسعه است. گلاور و گیبسون نقش خود را در نقش ریگز و مورتاگ بازی خواهند کرد و گیبسون نیز در حال مذاکره برای کارگردانی است.

## داستان
لورنا کول از گروهبان لس آنجلس مارتین ریگز باردار است. آنها ازدواج نکرده‌اند، اما هر دو در مورد آن فکر می‌کنند. دختر گروهبان راجر مورتاگ، ریان، نیز باردار است. به دلیل مشکلاتی که با شرکت بیمه دپارتمان بر سر اقدامات ریگز و مورتاگ به عنوان گروهبان داشت، رئیس پلیس از کاپیتان مورفی می‌خواهد که آنها را به کاپیتان ارتقا دهد. در همین حین افسران به همراه لئو گتز پس از به گل نشستن یک کشتی اقیانوس پیما با یک حلقه قاچاق مهاجران چینی مواجه می‌شوند و …

## بازیگران و نقش‌ها
- مل گیبسون در نقش گروهبان مارتین ریگز
- دنی گلاور در نقش گروهبان راجر مرتاف
- جت لی در نقش واه سینگ کو
- جو پشی در نقش لیو گتس
- رنه روسو در نقش لورنا کولن، همسر ریگز
- کریس راک در نقش گروهبان لی باترز
- دارلین لاو در نقش تریش مرتاف
- استیو کاهان در نقش کاپیتان ادی مورفی
- ماری الن ترینور در نقش روان‌شناس پلیس
- کیم چان در نقش عمو بنی چان

## بازخوردها
واکنش انتقادی به سلاح مرگبار ۴ متفاوت بود. این فیلم در حال حاضر دارای امتیاز ۵۳ درصد در راتن تومیتوز بر اساس نقدهای ۶۹ منتقد و میانگین امتیاز ۶٫۴ از ۱۰ است. اتفاق نظر سایت بیان می‌کند: «ورود جت لی جان تازه‌ای به فرمول فرانچایز خسته می‌دهد - اما نه به اندازه ای است که سلاح مرگبار ۴ را در موقعیتی برابر با نسخه‌های قبلی خود قرار دهیم.» به این معنی که نشانه‌ای از «بررسی‌های عمومی نامطلوب» دارد. تماشاگران در نظرسنجی سینماسکور به فیلم نمره متوسط "A-" در مقیاس A+ تا F دادند.

## گیشه
اگرچه این فیلم ۱۳۰ میلیون دلار در ایالات متحده فروخت، اما مانند سه فیلم قبلی، موفقیت مالی در نظر گرفته نشد. فیلمبرداری در ژانویه ۱۹۹۸، درست چند ماه قبل از اکران فیلم، با بودجه تولید ۱۲۰ تا ۱۵۰ میلیون دلار (اگرچه برادران وارنر معتقد بود هزینه آن کمتر از ۱۰۰ میلیون دلار بود) آغاز شد و ۵۰ میلیون دلار اضافی برای بازاریابی و توزیع هزینه شد. این فیلم چهارم را به پرهزینه‌ترین فیلم این مجموعه تبدیل کرد. حاشیه سود آن تا حدی به دلیل مجموع فروش باکس آفیس خارجی باعث شد که فیلم در مجموع حدود ۲۸۵ میلیون دلار فروش کند، که برای این فیلم کافی نبود.

## دنباله
مدتها بود که صحبت از ساخت پنجمین فیلم مرگبار اسلحه وجود داشت، اگرچه مل گیبسون و دنی گلاور در ابتدا ابراز علاقه نکردند. در ۱۵ نوامبر ۲۰۲۱، گیبسون تأیید کرد که در حال مذاکره برای کارگردانی و بازی در پنجمین فیلم است و گفت که او این فیلم را برای بزرگداشت دانر کارگردانی خواهد کرد. همچنین مشخص شد که ریچارد ونک یک فیلمنامه را تهیه کرده است. این تولید انحصاری برای اچ‌بی‌او مکس بدون اکران در سینما خواهد بود.